# Gustav Heinrich Kratz
Gustav Heinrich Kratz (* 3. Oktober 1798 in Wintershagen bei Stolpmünde; † 1. Januar 1874 ebenda) war ein deutscher Politiker und pommerscher Gutsbesitzer. Er war Mitglied der Frankfurter Nationalversammlung.
Der Sohn des Gutsbesitzers Johann Kratz besuchte das Conradinum in Jenkau bei Danzig. Den Wunsch Theologie zu studieren musste er aufgeben und auf das elterliche Gut zurückkehren, als sein Vater 1813 erkrankte und kurze Zeit später starb. Ab 1815 übernahm er selbständig die Verwaltung des Besitzes.  1839 wurde er Kreisdeputierter im Kreis Stolp und 1844 der erste bürgerliche Landschaftsrat seit Gründung der Pommerschen Landschaft.
Im Juni 1848 zog er als Nachfolger von Hans Hugo Erdmann von Gottberg für den 2. Wahlkreis der Provinz Pommern (Stolp) in die Frankfurter Nationalversammlung ein, wo er sich der Casino-Fraktion anschloss. 1849 beteiligte er sich am Gothaer Nachparlament. Von 1850 bis 1852 war er Mitglied der Zweiten Kammer des Preußischen Landtags. 
Zu dieser Zeit begann bei ihm eine Augenerkrankung, wegen der er seine Ämter niederlegen musste. 1858 übergab er, gänzlich erblindet, das Gut Wintershagen seinem Schwiegersohn Konrad von Uckermann. Er wohnte weiter auf dem Gut und beteiligte sich an den Angelegenheiten des Landkreises.
Sein Sohn war der Historiker und Archivar Gustav Kratz (1829–1864).